# 斯基泰鱷屬
斯基泰鱷屬（屬名：Scythosuchus）是副鳄形类勞氏鱷科的一屬，生存於三疊紀早期的俄羅斯。化石發現於俄羅斯的三疊紀早期（奧倫尼克階）地層。模式種是S. basileus，是在1999年由A.G. Sennikov所敘述、命名。